# Priocharax
 Priocharax  ist eine Gattung sehr kleiner tropischer Süßwasserfische aus der Salmlerfamilie Acestrorhamphidae, die in Südamerika im Amazonasbecken und im Stromgebiet des Orinocos vorkommt.

## Merkmale
Priocharax erreichen eine Standardlänge von 1,5 bis 1,7 Zentimeter. Der langgestreckte Körper ist weitgehend transparent, nur wenige rotbraune oder schwärzliche Chromatophoren sind auf Kopf und Rumpf verteilt. Die Kiefer sind mit zahlreichen sehr kleinen konischen Zähnen besetzt, die in einzelnen Reihen angeordnet sind. Die Bauchflossen werden von 5 bis 6 verzweigten Flossenstrahlen gestützt. Die Brustflossen sind nur als Hautfalte ohne Flossenstrahlen ausgebildet, ein Merkmal, das für Fischlarven typisch ist.

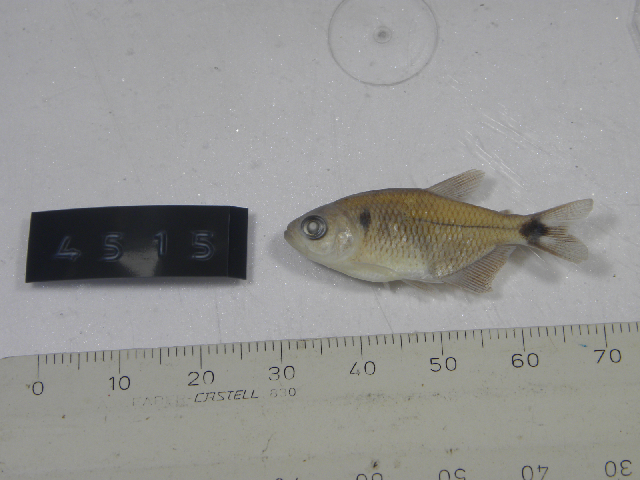
Hyphessobrycon boulengeri

## Systematik
Die Gattung Priocharax wurde 1987 durch die US-amerikanischen Ichthyologen Stanley H. Weitzman und Richard P. Vari mit der Erstbeschreibung von Priocharax ariel und P. pygmaeus eingeführt. Sie wird seit September 2024 in die Salmlerfamilie Acestrorhamphidae gestellt und gehört dort zur Unterfamilie Tyttobryconinae, zu der neben Priocharax noch die ebenfalls zwergwüchsigen Gattungen Tyttobrycon und Tucanoichthys, sowie die Art Hyphessobrycon boulengeri gehören. H. boulengeri kann 4,5 Zentimeter lang werden.

## Arten
Zur Gattung Priocharax gehören neun Arten:
- Priocharax ariel Weitzman & Vari, 1987
- Priocharax britzi	Mattox, Souza, Toledo-Piza & Oliveira, 2021
- Priocharax conwayi Mattox et al., 2024
- Priocharax marupiara Mattox, Britz, Souza, Casas, Lima & Oliveira, 2023
- Priocharax nanus Toledo-Piza, Mattox & Britz, 2014
- Priocharax phasma Mattox et al., 2024
- Priocharax pygmaeus Weitzman & Vari, 1987
- Priocharax toledopizae Mattox, Britz, Souza, Casas, Lima & Oliveira, 2023
- Priocharax varii Mattox, Souza, Toledo-Piza, Britz & Oliveira, 2020